# Педаљ (Двор)
Педаљ је насељено мјесто у општини Двор, у Банији, Сисачко-мославачка жупанија, Република Хрватска.

## Географија
Састоји се од Горњег и Доњег Педља.

## Историја
Педаљ се од распада Југославије до августа 1995. године налазио у Републици Српској Крајини.

## Становништво
Насеље је према попису становништва из 2011. године имало 59 становника.
| Националност       | 1991. | 1981. | 1971. | 1961. |
| Срби               | 194   | 205   | 253   | 314   |
| Југословени        |       | 9     |       |       |
| Хрвати             |       |       | 1     | 1     |
| Црногорци          |       |       |       | 1     |
| остали и непознато | 1     | 2     |       |       |
| Укупно             | 195   | 216   | 254   | 316   |

| Демографија | Демографија | Демографија |
| Година      | Становника  | Становника  |
| ----------- | ----------- | ----------- |
| 1961.       | 316         |             |
| 1971.       | 254         |             |
| 1981.       | 216         |             |
| 1991.       | 195         |             |
| 2001.       | 67          |             |
| 2011.       |             | 59          |